# Ludwig Schuberth
 For alternative betydninger, se Ludwig Schuberth (komponist).
Ludwig Schuberth (født 24. juli 1911, død 30. september 1989) var en østrigsk håndboldspiller, som blandt andet deltog i OL 1936.
Han var en del af det østrigske håndboldlandshold, som vandt sølvmedalje. Han spillede i to kampe.